# Vladimír Ninger
Vladimír Ninger (* 29. ledna 1964 Havlíčkův Brod) je český politik, lékař a vysokoškolský pedagog, v roce 2020 krátce zastupitel Pardubického kraje, v letech 2014 až 2018 zastupitel a radní města Pardubice, člen ČSSD.

## Život
V letech 1978 až 1982 vystudoval Gymnázium Pardubice a následně pak v letech 1982 až 1988 Lékařskou fakultu Univerzity Karlovy v Hradci Králové (získal titul MUDr.). Vzdělání si v letech 1997 až 2002 doplnil doktorátem na Lékařské fakultě Masarykovy univerzity (získal titul Ph.D.). Jeho disertační práce se jmenovala Laparoskopická versus klasická operace kýly v oblasti třísla.
Pracovní kariéru začínal v letech 1988 až 1989 jako lékař chirurgického oddělení v Nemocnici Vrchlabí. Mezi lety 1989 a 2002 pracoval jako lékař chirurgické kliniky Krajské nemocnice Pardubice. V roce 1991 získal atestaci I. stupně z chirurgie, o pět let později pak atestaci II. stupně z chirurgie. Od roku 1998 je odborným garantemsoukromé společnosti Centrum hyperbarické medicíny v Pardubicích a od roku 1999 odborným garantem pro obor laparoskopická chirurgie v soukromé společnosti První privátní chirurgické centrum.
V letech 2003 až 2014 byl zaměstnancem Chrudimské nemocnice, v níž po celou dobu zastával funkci přednosty chirurgického oddělení a od roku 2013 post ředitele. Byl také členem statutárních orgánů nemocnice (v letech 2007 až 2008 členem dozorčí rady a v letech 2009 až 2012 a opět 2013 až 2014 členem představenstva). Po vzniku akciové společnosti Nemocnice Pardubického kraje v roce 2014 se stal členem jejího představenstva, náměstkem ředitele pro oblast řízení zdravotní péče a přednostou chirurgického oddělení.
Od roku 2003 je externím pedagogem na Lékařské fakultě UK v Hradci Králové a od roku 2011 odborným asistentem na 1. lékařské fakultě Univerzity Karlovy v Praze. Od roku 2009 působí jako lékař se zaměřením na pokročilé laparoskopické výkony v Oblastní nemocnici Kolín a od roku 2011 jako lékař chirurgické kliniky pražské Thomayerovy nemocnice.
Od roku 2012 je členem České lékařské společnosti Jana Evangelisty Purkyně a členem výboru České chirurgické společnosti. Angažuje se také v Sekci pro intenzívní medicínu, Sekci endoskopické a miniinvazivní chirurgie, Evropské asociaci laparoskopických chirurgů (EAES), Americké společnosti pro laparoskoickou a endoskopickou chirurgii (SLS) a Společnosti hyperbarické a letecké medicíny.
Vladimír Ninger je ženatý a má dvě děti (dceru Annu a syna Jakuba). Žije v Pardubicích, konkrétně v části Bílé Předměstí.

## Politické působení
Je členem ČSSD. V komunálních volbách v roce 2014 byl lídrem kandidátky ČSSD v Pardubicích a kandidátem strany na post primátora. Do zastupitelstva města se dostal a vzhledem k výsledku voleb byl v listopadu 2014 zvolen radním města. Působil také jako předseda zastupitelského klubu ČSSD. Ve volbách v roce 2018 však již nekandidoval.
Ve volbách do Senátu PČR v roce 2016 kandidoval za ČSSD v obvodu č. 43 – Pardubice. Se ziskem 13,41 % hlasů skončil na 3. místě a do druhého kola nepostoupil.
V krajských volbách v roce 2020 byl zvolen jako člen ČSSD za subjekt „3PK - Pro prosperující Pardubický kraj“ (tj. ČSSD a hnutí SproK) zastupitelem Pardubického kraje. Vzhledem k tomu, že zároveň působil jako jednatel společnosti Nemocnice Pardubického kraje a funkce nejsou slučitelné, se ještě v říjnu 2020 mandátu krajského zastupitele vzdal.
Ve volbách do Senátu PČR v roce 2022 kandidoval za ČSSD v obvodu č. 43 – Pardubice. Se ziskem 6,54 % hlasů se umístil na 4. místě a do druhého kola voleb nepostoupil.